# Massiccio dell'Antola - Monte Carmo - Monte Legnà
Massiccio dell'Antola - Monte Carmo - Monte Legnà este o arie protejată (arie specială de conservare — SAC, sit de importanță comunitară — SCI) din Italia întinsă pe o suprafață de 5.993 ha, integral pe uscat.

## Localizare
Centrul sitului Massiccio dell'Antola - Monte Carmo - Monte Legnà este situat la coordonatele 44°35′36″N 9°09′26″E / 44.593333°N 9.157222°E.

## Înființare
Situl Massiccio dell'Antola - Monte Carmo - Monte Legnà a fost declarat sit de importanță comunitară în septembrie 1995 pentru a proteja 1 specie de plante și 23 de specii de animale. Situl a fost protejat și ca arie specială de conservare în februarie 2017.

## Biodiversitate
Situată în ecoregiunea continentală, aria protejată conține 13 habitate naturale: Liziere de ierburi înalte hidrofile de câmpie și de nivel montan până la alpin, Pajiști alpine și boreale, Pajiști uscate seminaturale și facies de acoperire cu tufișuri pe substraturi calcaroase (Festuco-Brometalia) (* situri importante pentru orhidee), Formațiuni de Juniperus communis pe lande sau pajiști calcaroase, Râuri de munte și vegetația lor lemnoasă cu Salix elaeagnos, Izvoare petrifiante cu formare de travertin (Cratoneurion), Pajiști carstice calcaroase sau bazofile, de Alysso-Sedion albi, Păduri pe pante, grohotișuri și ravene de Tilio-Acerion, Formațiuni ierboase bogate în specii de Nardus, dezvoltate pe substraturi silicioase în zone montane (și în zone submontane, în Europa continentală), Păduri de fag din Europa Centrală dezvoltate pe sol calcaros cu Cephalanthero-Fagion, Păduri de Castanea sativa, Păduri de fag Asperulo-Fagetum, Fânețe de joasă altitudine (Alopecurus pratensis, Sanguisorba officinalis).
La baza desemnării sitului se află mai multe specii protejate:
- plante (1): Himantoglossum adriaticum
- păsări (18): pescăruș albastru (Alcedo atthis), acvilă de munte (Aquila chrysaetos), ciuf-de-pădure (Asio otus), caprimulg (Caprimulgus europaeus), șerpar (Circaetus gallicus), erete cenușiu (Circus pygargus), dumbrăveancă (Coracias garrulus), ciocănitoare neagră (Dryocopus martius), egretă mică (Egretta garzetta), presură de grădină (Emberiza hortulana), șoim de iarnă (Falco columbarius), sfrâncioc roșiatic (Lanius collurio), ciocârlie de pădure (Lullula arborea), gaia neagră (Milvus migrans), gaia roșie (Milvus milvus), cinghiță alpină (Montifringilla nivalis), potârniche (Perdix perdix), viespar (Pernis apivorus)
- amfibieni (2): Salamandrina terdigitata, Speleomantes strinatii
- mamifere (1): lupul (Canis lupus)
- nevertebrate (2): fluturele de noapte (Eriogaster catax), Euplagia quadripunctaria

Pe lângă speciile protejate, pe teritoriul sitului au mai fost identificate 30 de specii de plante, 4 specii de amfibieni, 13 specii de mamifere, 14 specii de nevertebrate, 7 specii de reptile.